# Michael Spence (économiste)
Pour les articles homonymes, voir Michael Spence et Spence.
Andrew Michael Spence, né le 7 novembre 1943 à Montclair (New Jersey, États-Unis), est un économiste américain. Il a reçu le Prix de la Banque de Suède en 2001 avec Joseph E. Stiglitz et George Akerlof pour ses analyses du marché en situation d'asymétrie d'information.

## Formation
Après des études de philosophie à Princeton et de mathématiques à Oxford, Spence obtient un Ph.D. en sciences économiques à Harvard en 1972.

## Publications
- Michael Spence, 2002. "Signaling in Retrospect and the Informational Structure of Markets", American Economic Review, American Economic Association, vol. 92(3), pages 434-459, June
- Ghemawat, Pankaj & Spence, A Michael, 1985. "Learning Curve Spillovers and Market Performance", The Quarterly Journal of Economics, MIT Press, vol. 100(5), pages 839-52, Supp.
- Spence, Michael, 1984. "Cost Reduction, Competition, and Industry Performance, " Econometrica, Econometric Society, vol. 52(1), pages 101-21, January
- Spence, A Michael, 1984. "Industrial Organization and Competitive Advantage in Multinational Industries, " American Economic Review, American Economic Association, vol. 74(2), pages 356-60, May
- McCall, John & Noll, Roger & Spence, Michael, 1983. "Information economics and policy in America, " Information Economics and Policy, Elsevier, vol. 1(1), pages 11–12
- Spence, Michael, 1983. "Contestable Markets and the Theory of Industry Structure: A Review Article, " Journal of Economic Literature, American Economic Association, vol. 21(3), pages 981-90, September
- A. M. Spence, 1981. "The Learning Curve and Competition, " Bell Journal of Economics, The RAND Corporation, vol. 12(1), pages 49–70, Spring
- Spence, A Michael, 1980. "Multi-Product Quantity-Dependent Prices and Profitability Constraints, " Review of Economic Studies, Blackwell Publishing, vol. 47(5), pages 821-41, October
- Spence, A Michael, 1980. "Notes on Advertising, Economies of Scale, and Entry Barriers, " The Quarterly Journal of Economics, MIT Press, vol. 95(3), pages 493-507, November
- A. Michael Spence, 1979. "Investment Strategy and Growth in a New Market, " Bell Journal of Economics, The RAND Corporation, vol. 10(1), pages 1–19, Spring
- Spence, Michael, 1978. "Product differentiation and performance in insurance markets, " Journal of Public Economics, Elsevier, vol. 10(3), pages 427-447, December
- Michael Spence, 1978. "Tacit Co-ordination and Imperfect Information, " Canadian Journal of Economics, Canadian Economics Association, vol. 11(3), pages 490-505, August
- Michael Spence, 1978. "Efficient Collusion and Reaction Functions, " Canadian Journal of Economics, Canadian Economics Association, vol. 11(3), pages 527-33, August
- Spence, A Michael, 1977. "Consumer Misperceptions, Product Failure and Producer Liability, " Review of Economic Studies, Blackwell Publishing, vol. 44(3), pages 561-72, October
- Spence, A Michael, 1977. "Nonprice Competition, " American Economic Review, American Economic Association, vol. 67(1), pages 255-59, February.
- Spence, Michael, 1977. "Nonlinear prices and welfare, " Journal of Public Economics, Elsevier, vol. 8(1), pages 1–18, August
- A. Michael Spence, 1977. "Entry, Capacity, Investment and Oligopolistic Pricing, " Bell Journal of Economics, The RAND Corporation, vol. 8(2), pages 534-544, Autumn
- Spence, A Michael & Owen, Bruce, 1977. "Television Programming, Monopolistic Competition, and Welfare, " The Quarterly Journal of Economics, MIT Press, vol. 91(1), pages 103-26, February
- Spence, Michael, 1976. "Product Selection, Fixed Costs, and Monopolistic Competition, " Review of Economic Studies, Blackwell Publishing, vol. 43(2), pages 217-35, June
- Spence, Michael, 1976. "Informational Aspects of Market Structure: An Introduction, " The Quarterly Journal of Economics, MIT Press, vol. 90(4), pages 591-97, November
- Spence, Michael, 1976. "Competition in Salaries, Credentials, and Signaling Prerequisites for Jobs, " The Quarterly Journal of Economics, MIT Press, vol. 90(1), pages 51–74
- Roberts, Marc J. & Spence, Michael, 1976. "Effluent charges and licenses under uncertainty, " Journal of Public Economics, Elsevier, vol. 5(3-4), pages 193-208
- Spence, Michael, 1976. "Product Differentiation and Welfare, " American Economic Review, American Economic Association, vol. 66(2), pages 407-14, May
- A. Michael Spence, 1975. "Monopoly, Quality, and Regulation, " Bell Journal of Economics, The RAND Corporation, vol. 6(2), pages 417-429, Autumn
- A. Michael Spence, 1975. "The Economics of Internal Organization: An Introduction, " Bell Journal of Economics, The RAND Corporation, vol. 6(1), pages 163-172, Spring
- Spence, A Michael & Starrett, David, 1975. "Most Rapid Approach Paths in Accumulation Problems, " International Economic Review, Department of Economics, University of Pennsylvania and Osaka University Institute of Social and Economic Research Association, vol. 16(2), pages 388-403, June
- Spence, Michael, 1974. "Competitive and optimal responses to signals: An analysis of efficiency and distribution, " Journal of Economic Theory, Elsevier, vol. 7(3), pages 296-332, March
- Spence, Michael, 1974, Market Signaling: Informational Transfer in Hiring and Related Screening Processes, Cambridge: Harvard University Press
- Spence, A Michael, 1973. "Job Market Signaling, " The Quarterly Journal of Economics, MIT Press, vol. 87(3), pages 355-74, August
- Spence, A Michael, 1973. "Time and Communication in Economic and Social Interaction, " The Quarterly Journal of Economics, MIT Press, vol. 87(4), pages 651-60, November
- Keeler, Emmett & Spence, Michael & Zeckhauser, Richard, 1972. "The optimal control of pollution, " Journal of Economic Theory, Elsevier, vol. 4(1), pages 19–34, February
- Spence, Michael & Zeckhauser, Richard J, 1972. "The Effect of the Timing of Consumption Decisions and the Resolution of Lotteries on the Choice of Lotteries, " Econometrica, Econometric Society, vol. 40(2), pages 401-03, March
- Spence, Michael & Zeckhauser, Richard, 1971. "Insurance, Information, and Individual Action, " American Economic Review, American Economic Association, vol. 61(2), pages 380-87, May

## Honneur
- Prix du jury Berggruen